# 查理·沃納姆
查理·沃納姆（Charlie Wernham，1994年10月3日—）是英國的一位演員和喜劇演員。他參加過英國達人秀第二季的節目，之後出演了多部電視劇。